# فیل کلارکسون
فیل کلارکسون (انگلیسی: Phil Clarkson؛ زادهٔ ۱۳ نوامبر ۱۹۶۸) بازیکن فوتبال اهل بریتانیا است.
از باشگاه‌هایی که در آن بازی کرده‌است می‌توان به باشگاه فوتبال کرو آلکساندرا، باشگاه فوتبال بری، باشگاه فوتبال اسکانتورپ یونایتد، باشگاه فوتبال بلکپول، باشگاه فوتبال لانکستر، و باشگاه فوتبال فلیتوود اشاره کرد.